# Torre di Bebe

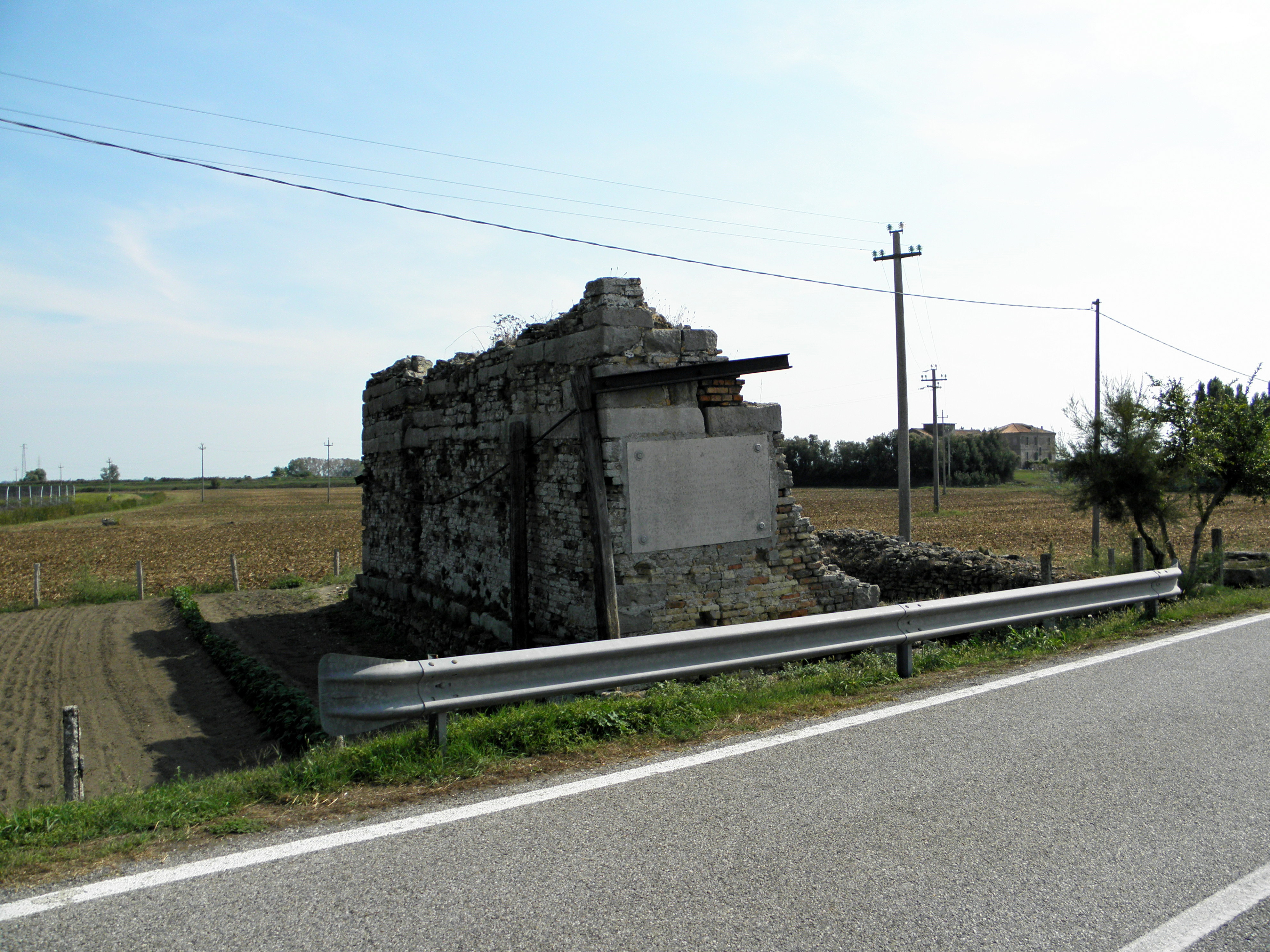
Torre di Bebe, een van de weinige middeleeuwse militaire bouwwerken in Venetië

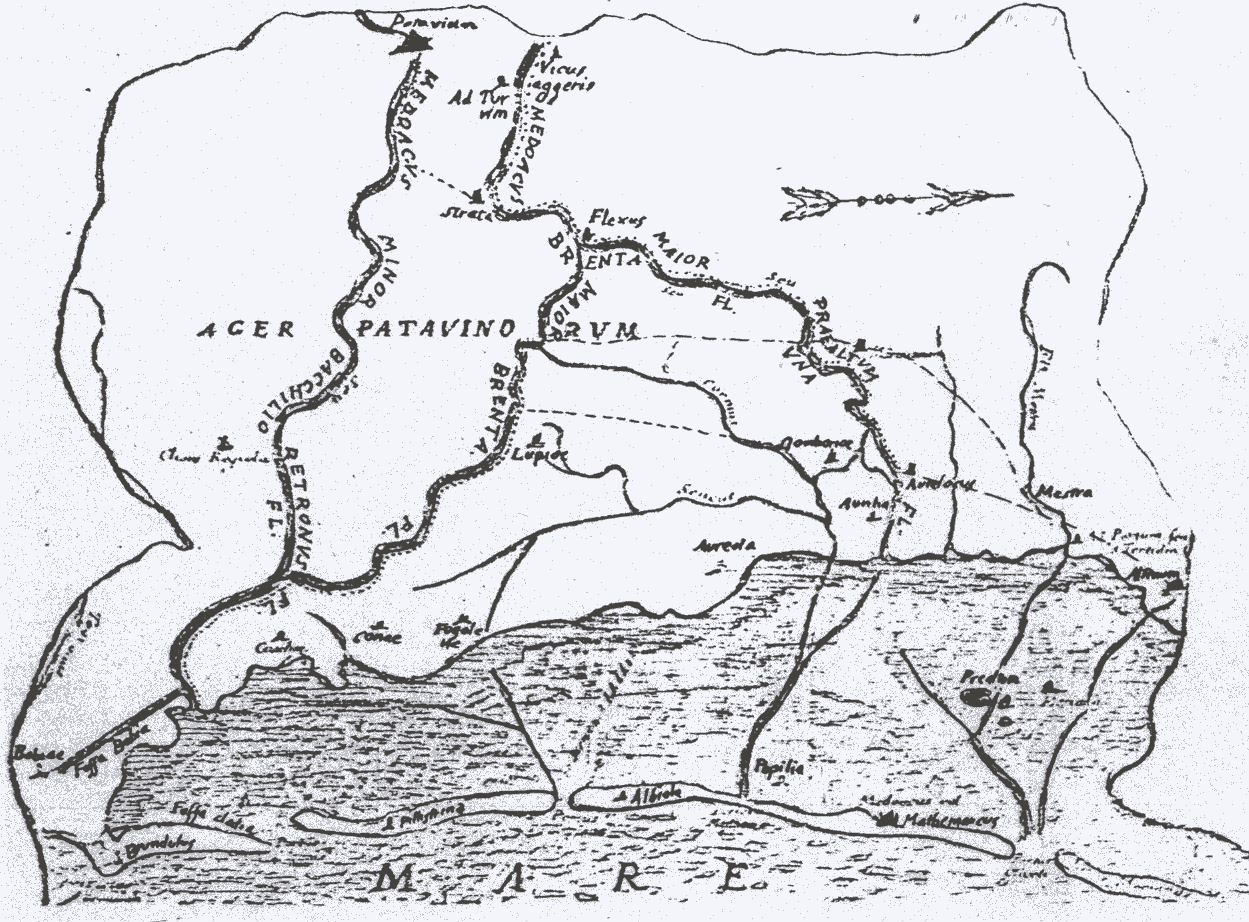
Links onder Fossa Bebi en Torre di Bebe, in het stromengebied van de Brenta, aan de Adriatische Zee

Torre di Bebe of Torre delle Bebbe is de ruïne van een fort (8e eeuw – 17e eeuw), gelegen in de Italiaanse plaats Ca'Pasqua. Ca'Pasque is deel van de stad Chioggia in de metropolitane stad Venetië (regio Veneto). Het fort was eeuwenlang een grenspost van de republiek Venetië.

## Historiek
In de jaren 740 liet Teodato Ipato een fort bouwen. Teodata Ipato was veldheer (magister militum) van Venetië voor de Byzantijnen, heerser over de republiek Venetië. Hij koos voor de meest westelijke uithoek van de stadstaat Venetië, aan het riviertje Fossa Bebi. De plek is vandaag gelegen aan de rivieren Brenta en Bracchiglione en het kanaal Cuori. In de vroege middeleeuwen was het al een plek aan diverse bevaarbare rivieren. De bevaarbare Fossa Bebia was een zijrivier van de Medoacus Minor, die zelf een zijrivier was van de Medoacus Maior of Brenta. De naam Bebia komt van het Romeins geslacht (of Gens) Bebia die lokale bestuurders gaf in dit rivierengebied.
Het doel van Ipato's fort was invallen af te slaan van Franken en Longobarden die afdaalden uit Zuid-Tirol om hun macht uit te breiden naar de Golf van Venetië. Een bekende invalsweg was vanuit het Meer van Caldonazzo stroomafwaarts de Brenta. De plek was daarom zo uitgekozen ter verdediging van de Republiek Venetië aan haar westgrens. Ipato werd in 742 doge van Venetië.
Latere doges bouwden het fort Torre di Bebe uit. Er kwamen meerdere torens, twee kerken, een klooster en talrijke huizen en werkplaatsen. Tijdens de middeleeuwen was het een drukke plek, niet alleen voor militairen maar ook voor handelaars. In 1134 kwam het fort in bezit van de families Delfina en Polana, twee invloedrijke families in Venetië.
Torre di Bebe geraakte in de loop van de tijd ook in niet-Venetiaanse handen, doch dit was steeds een tijdelijke bezetting van het fort. De Venetianen konden hen telkens verdrijven. In de 9e eeuw veroverden Franken en nadien Hongaren het fort. In de 11e eeuw stonden troepen uit Ravenna en uit Treviso voor de poorten, en gedurende latere eeuwen meermaals troepen uit Padua. Het gebeurde dat troepen uit Padua en Venetië afwisselend het fort betrokken. De grootste vernieling gebeurde toen de Republiek Genua het fort veroverde in 1379 tijdens de vierde en laatste Venetiaans-Genuese oorlog. Deze oorlog, ook oorlog van Chioggia genoemd, eindigde in een overwinning voor Venetië. Het nabije Chioggia werd terug Venetiaans. Genua werd definitief teruggedrongen uit de baai van Venetië en het grootste deel van de Adriatische Zee. Na de oorlog van Chioggia kende het fort een heropbloei, waarvan gebruiksobjecten vandaag te bezichtigen zijn in het Museo Civico van Chioggia.
Begin 17e eeuw verlieten burgers en militairen het fort van Torre di Bebe. Het werd afgebroken, op één toren en enkele fundamenten na.
De provincie Venetië werd eigenaar van de site in het jaar 1923. In de 20e eeuw werden meerdere opgravingen gedaan in de site van Torre di Bebe, doch ook in de voormalige Romeinse bewoning langs de Fossa Bebi.